# Янмин
Янми́н (кит. упр. 阳明, пиньинь Yángmíng) — район городского подчинения городского округа Муданьцзян провинции Хэйлунцзян (КНР). Название района состоит из иероглифов «Солнце» и «светлый».

## История
Когда в 1937 году был создан город Муданьцзян, то эти места вошли в состав района Ехэ (掖河区), а с 1942 года — Специального подрайона Ханьян (汉阳特别分区). По окончании Второй мировой войны был образован район Янмин. В мае 1948 года район Янмин был расформирован, а его территория разделена между районами Цисин (七星区) и Телин (铁岭区).
В начале 1970 года вместо районов были созданы «народные коммуны», и из частей районов Дунфэн и Айминь была создана народная коммуна «Прогресс» (前进人民公社). В октябре 1970 года она была преобразована в район Янмин.

## Административное деление
Район Янмин делится на 4 уличных комитетов и 4 посёлка.
| № | Название   | Название (кит.)      | Статус          | Население чел. (2010) | На карте                         |
| - | ---------- | -------------------- | --------------- | --------------------- | -------------------------------- |
| 1 | Улинь      | 五林镇               | поселок         | 49.569                | 44°49′09″ с. ш. 129°47′24″ в. д. |
| 2 | Янмин      | 阳明街道办事处       | уличный комитет | 44.922                | 44°35′56″ с. ш. 129°38′29″ в. д. |
| 3 | Телин      | 铁岭镇               | поселок         | 37.468                | 44°35′31″ с. ш. 129°40′45″ в. д. |
| 4 | Модаоши    | 磨刀石镇             | поселок         | 32.435                | 44°33′43″ с. ш. 129°51′35″ в. д. |
| 5 | Цяньцзинь  | 前进街道办事处       | уличный комитет | 27.669                | 44°35′56″ с. ш. 129°38′29″ в. д. |
| 6 | Синьсин    | 新兴街道办事处       | уличный комитет | 19.889                | 44°35′56″ с. ш. 129°38′29″ в. д. |
| 7 | Хуалиньсян | 桦林橡胶厂街道办事处 | уличный комитет | 17.022                | 44°35′56″ с. ш. 129°38′29″ в. д. |
| 8 | Хуалинь    | 桦林镇               | поселок         | 11.24                 | 44°41′05″ с. ш. 129°40′59″ в. д. |